# 阿什溫·威德博爾
阿什溫·威德博爾（西班牙語：Aschwin Wildeboer Faber；1986年2月14日—）是一位西班牙游泳運動員。他有荷蘭血統。他主要擅長仰泳，代表西班牙參加世界游泳錦標賽等賽事。